# Réserve de pêche
Une réserve de pêche est un espace dans lequel l'activité de pêche est réglementée, afin de favoriser la reproduction et la protection des espèces aquatiques dans les plans d'eau et les cours d'eau. 
La réserve peut être permanente ou temporaire. En France, les réserves de pêche sont instituées par le préfet, après consultation de l'Office français de la biodiversité (OFB) et des associations de pêche.